# (6313) Tsurutani
(6313) Tsurutani est un astéroïde de la ceinture principale découvert en 1990.

## Description
(6313) Tsurutani a été découvert le 14 septembre 1990 à l'observatoire de La Silla, au Chili,  par H. Debehogne.

### Caractéristiques orbitales
L'orbite de cet astéroïde est caractérisée par un demi-grand axe de 2,19 UA, un périhélie de 2,06 UA, une excentricité de 0,06 et une inclinaison de 5,16° par rapport à l'écliptique. Du fait de ces caractéristiques, à savoir un demi-grand axe compris entre 2 et 3,2 UA et un périhélie supérieur à 1,666 UA, il est classé, selon la JPL Small-Body Database, comme objet de la ceinture principale.

### Caractéristiques physiques
(6313) Tsurutani a une magnitude absolue (H) de 15,0 et un albédo estimé à 0,128.